# El silencio del topo
El silencio del topo és una pel·lícula documental guatemalteca del 2021. dirigida per Anaïs Taracena (en el seu debut com a directora) i escrita per Taracena & Pedro G. García. Explica la història del periodista Elías Barahona, més conegut com El topo, que entre 1976 i 1980 va ser infiltrat com a secretari de premsa del Ministeri de l'Interior de Guatemala. Va ser seleccionada com a Entrada guatemalteca al Millor Pel·lícula Internacional als Premis Oscar de 2022, però no va ser nominat.

## Sinopsi
Al llarg de la dècada de 1970, el periodista Elías Barahona, àlies El Topo, es va infiltrar al cor d'un dels governs més repressius de Guatemala. En revelar la història d'aquest individu reservat i únic, El silencio del topo recull els moments en què les revelacions del passat obren esquerdes a les parets del silenci d'una història que roman oculta.

## Estrena
La pel·lícula es va estrenar a finals d'abril de 2021 al Hot Docs Canadian International Documentary Festival 2021 a Toronto, Canadà. La pel·lícula va ser estrenat comercialment el 2 de juny de 2022 a les sales de Guatemala. Va tenir una estrena limitada el 10 de febrer de 2023 a les sales mexicanes.

## Premis
| Any  | Premi                                                            | Categoria                            | Recipient            | Resultat  | Ref.          |
| ---- | ---------------------------------------------------------------- | ------------------------------------ | -------------------- | --------- | ------------- |
| 2021 | Hot Docs Canadian International Documentary Festival             | Millor documental                    | El silencio del topo | Nominat   | [ 8 ]         |
| 2021 | Festival Internacional del Documental de Sheffield               | Premi Tim Hetherington               | Anaïs Taracena       | Guanyador | [ 9 ] [ 10 ]  |
| 2021 | Festival Internacional del Documental de Sheffield               | Premi del jurat jove                 | Anaïs Taracena       | Nominat   | [ 9 ] [ 10 ]  |
| 2021 | Dokufest                                                         | Premi Veritat                        | El silencio del topo | Nominat   | [ 11 ]        |
| 2021 | Dokufest                                                         | Menció especial – Premi Veritat      | El silencio del topo | Guanyador | [ 11 ]        |
| 2021 | Festival Internacional del Cinema Documental de Ciutat de Mèxic  | Millor documental                    | El silencio del topo | Guanyador | [ 12 ]        |
| 2022 | New Creators Film Awards                                         | Millor documental internacional      | El silencio del topo | Guanyador | [ 13 ]        |
| 2022 | LASA Film Festival                                               | LASA Award of Merit in Film          | El silencio del topo | Guanyador | [ 14 ]        |
| 2022 | Festival Internacional de Cinema Cine Las Américas               | Millor llargmetratge documental      | El silencio del topo | Guanyador | [ 15 ]        |
| 2022 | Acampadoc 2022                                                   | Best International Documentary       | El silencio del topo | Guanyador | [ 16 ]        |
| 2022 | Latin American Eye Sucre International Human Rights Festival     | Premi Pukanawi                       | El silencio del topo | Guanyador | [ 12 ]        |
| 2022 | Majordocs Festival                                               | Premi del Públic                     | El silencio del topo | Guanyador | [ 17 ]        |
| 2022 | Festival Internacional de Cinema de Jeonju                       | Premi especial del jurat             | El silencio del topo | Guanyador | [ 18 ]        |
| 2022 | Festival de Màlaga                                               | Millor documental                    | El silencio del topo | Guanyador | [ 19 ] [ 20 ] |
| 2022 | Premis Macondo                                                   | Millor llargmetratge iberoamericà    | El silencio del topo | Guanyador | [ 21 ]        |
| 2022 | Atlantidoc                                                       | Millor opera prima                   | El silencio del topo | Guanyador | [ 22 ]        |
| 2022 | Ibero-Latin American Film Festival of Yale                       | Millor documental                    | El silencio del topo | Guanyador | [ 12 ]        |
| 2022 | Festival de Cinema Llatinoamericà de Rosario                     | Premi dels drets humans              | El silencio del topo | Guanyador | [ 23 ]        |
| 2022 | Festival de Cinema Llatinoamericà de Trieste                     | Menció especial                      | El silencio del topo | Guanyador | [ 24 ]        |
| 2022 | Festival de Cinema Llatinoamericà de La Plata                    | Menció especial                      | El silencio del topo | Guanyador | [ 25 ]        |
| 2022 | Festival de Cinema LatinUy                                       | Millor documental                    | El silencio del topo | Guanyador | [ 26 ]        |
| 2022 | Icarus Festival                                                  | Millor documental centreamericà      | El silencio del topo | Guanyador | [ 27 ]        |
| 2022 | Festival Internacional del Nou Cinema Llatinoamericà de l'Havana | Premi del jurat al millor documental | El silencio del topo | Guanyador | [ 28 ]        |
| 2022 | Geneva Film Festival and Human Rights Forum                      | Gilda Vieira de Mello                | El silencio del topo | Guanyador | [ 29 ]        |
| 2022 | Festival Internacional del Documental d’Izmir                    | Millor pel·lícula documental         | El silencio del topo | Guanyador | [ 30 ]        |
| 2023 | X edició dels Premis Platino                                     | Millor documental                    | El silencio del topo | Pendent   | [ 31 ]        |